# Philibert Borie
Philibert Borie (1759 – 31. července 1832 v Saint-Cloud) byl francouzský lékař. Během Velké francouzské revoluce zastával jen několik dní úřad pařížského starosty.
Jako profesor fyziologie a později patologie působil na lékařské fakultě Pařížské univerzity a byl též lékařem v nemocnici Hôtel-Dieu. V roce 1791 byl zvolen členem pařížské městské rady a působil zde do roku 1792. Dne 7. července 1792 byl zvolen pařížským starostou, ale již 13. července byl odvolán a funkci převzal opět Jérôme Pétion de Villeneuve.